# Mattias Norlinder
Mattias Norlinder, född 12 april 2000 i Kramfors, Ångermanland, är en svensk professionell ishockeyback som spelar för Brynäs IF i SHL.